# Leslie Labowitz-Starus
Leslie Labowitz-Starus, née le 28 août 1946 à Uniontown (Pennsylvanie), est une artiste-performeuse et agricultrice américaine basée à Los Angeles.
Le travail de Leslie Labowitz-Starus se trouve dans la collection permanente du Hammer Museum et a été montré dans des expositions au Musée d'art contemporain de Los Angeles et au Getty Museum.

## Jeunesse et formation
Née le 28 août 1946 à Uniontown en Pennsylvanie, Leslie Labowitz-Starus est la fille d'un survivant d'Auschwitz. Elle obtient sa maîtrise en beaux-arts au Otis College of Art and Design en 1972, puis part à Düsseldorf, en Allemagne, dans le cadre du Programme Fulbright. À Düsseldorf, elle rejoint la Kunstakademie de Düsseldorf, où elle interagit brièvement avec Joseph Beuys (il est licencié de son poste le semestre où elle arrive).

## L'art de la performance, 1977-1980
Lorsqu'elle revient à Los Angeles en 1977, Leslie Labowitz-Starus travaille au Women's Building, un centre culturel à l'est de Chinatown, dans le centre-ville de Los Angeles, consacré à l'art féministe et au changement culturel.
De 1977 à 1980, Leslie Labowitz-Starus et Suzanne Lacy collaborent à une série de performances de grande envergure qui ont souvent eu lieu dans un l'espace public. Ensemble, elles créent Ariadne (A Art Social Network), un réseau de soutien pour les femmes artistes,. En 1977, elles créent Three Weeks in May, un travail de performance de longue durée destiné à améliorer la visibilité et à favoriser des discussions autour de la violence sexuelle à l'égard des femmes. Créé en réponse au Hillside Strangler à Los Angeles, le projet de 21 jours impliquent plus de 30 événements, comprenant des démonstrations, des interviews avec les médias, et des cours d'auto-défense. Les artistes mettent à jour une carte, sur la base des rapports de la Police de Los Angeles, en imprimant le mot « viol » sur des spots sur la carte de la périphérie de Los Angeles, où chaque viol est signalé. Cette performance activiste a lieu sur les marchés de la mairie de Los Angeles et suscite une grande attention des médias,.
En novembre 1978, Leslie Labowitz-Starus et Suzanne Lacy organisent une marche dans le cadre de Take Back the Night à San Francisco, qui attire plus de 3000 participants. Ces derniers marchent avec un drapeau, illustré d'un côté par une Madone (créée par Leslie Labowitz-Starus) et recouvert de peau de mouton de l'autre (créer par Suzanne Lacy).

## Sproutimeet de installations de graines germées, 1979-1992
À partir de 1979, Leslie Labowitz-Starus commence à penser de plus en plus sérieusement à la croissance de graines germées, appliquée au domaine de la performance. Au début des années 1980, elle crée deux installations éphémères en ville de New York qui consistent en des murs couverts de pousses. L'artiste commencent à cultiver et à vendre des graines germées à des marchés de producteurs locaux. Elle décide de s'instruire à propos du monde des affaires, de la comptabilité, engage des employés et, en 1987, son entreprise Sproutime récolte par semaine plus de 1500 kg de 50 variétés de laitues et 25 de salades épicées. Après plusieurs années de travail dans son jardin à Venice, elle achète une ferme dans une zone résidentielle/agricole de Canoga Park. Entre 1988 et 1992, Sproutime progresse de 20 pour cent par an. Elle emploie régulièrement des artistes, et considère Sproutime comme étant une œuvre d'art interactive dont les participants sont ses collègues et ses clients.

## InstallationPacific Time, 2012
En 2012, dans le cadre de la Getty Foundation (en) qui a financé l'initiative Pacific Standard Time, Leslie Labowitz-Starus et Suzanne Lacy invitent Elana Mann (en) et Audrey Chan (en) à re-performer Les Mythes du viol.